# Psychedille
Psychedille er en animationsfilm instrueret af Bent Barfod efter eget manuskript.

## Handling
Psychedelisk divertimento i musik og farver.